# Santuario de Nuestra Señora del Rosario de Agua Santa
El Santuario de Nuestra Señora del Rosario de Agua Santa también conocido como la Basílica de Baños, es una iglesia que se encuentra en el pueblo de Baños de Agua santa en la provincia de Tungurahua en Ecuador. Es famosa por albergar a la Virgen del Rosario de Agua Santa que fue una importante advocación mariana durante la Real Audiencia de Quito.

## Características de la Basílica
Fue terminada de construir en el año de 1944 e inició el 11 de febrero de 1904 por Fr. Thomas Halflants quien fuera párroco de Baños. Sería el Fray Sebastián Acosta quien lo terminaría. Su estructura la divide en 3 naves y su estilo es semi-gótico, ya que tiene características que lo alejan de este estilo. Tiene una forma de rectángulo y también resalta sus grandes arcos ojivales. Es famosa porque la decoración interior fue realizada por el importante pintor Fray Enrique Mideros, quien fuera además hermano de Víctor Mideros, pintor destacado del siglo XX. Al igual que haría Miguel de Santiago con las pinturas de los milagros de la Virgen de Guápulo, Enrique Mideros levantaría todos los testimonios de los fieles que tuvieron un milagro de esta virgen y pintaría cuadros narrando dichas historias. 

Esta iglesia no solo es el santuario de la virgen sino por la forma en la que está construida, su estructura de piedra ha sido un refugio cuando ha erupcionado el volcán Tungurahua, que se encuentra en las inmediaciones.

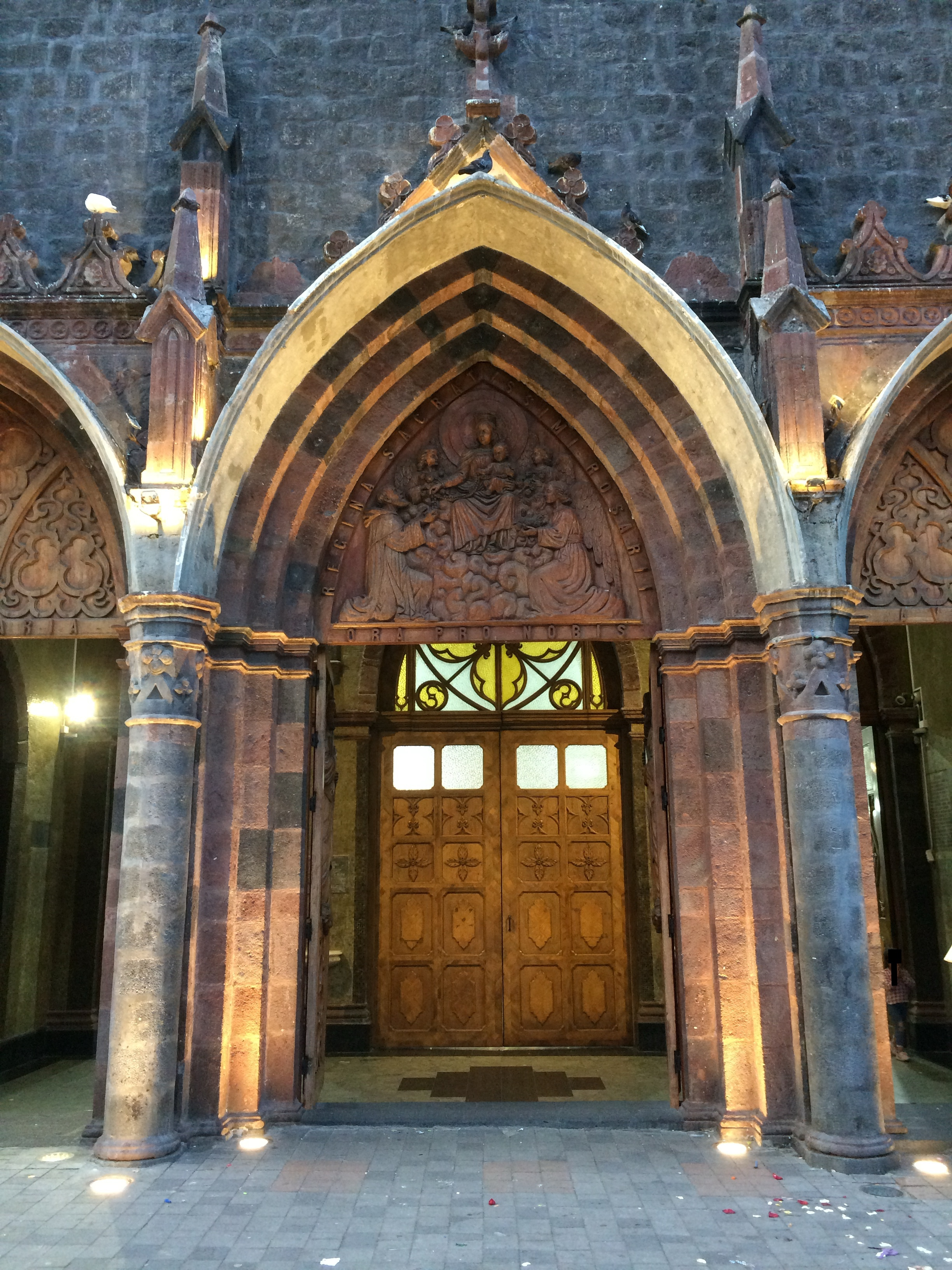
Pórtico de la Basílica.
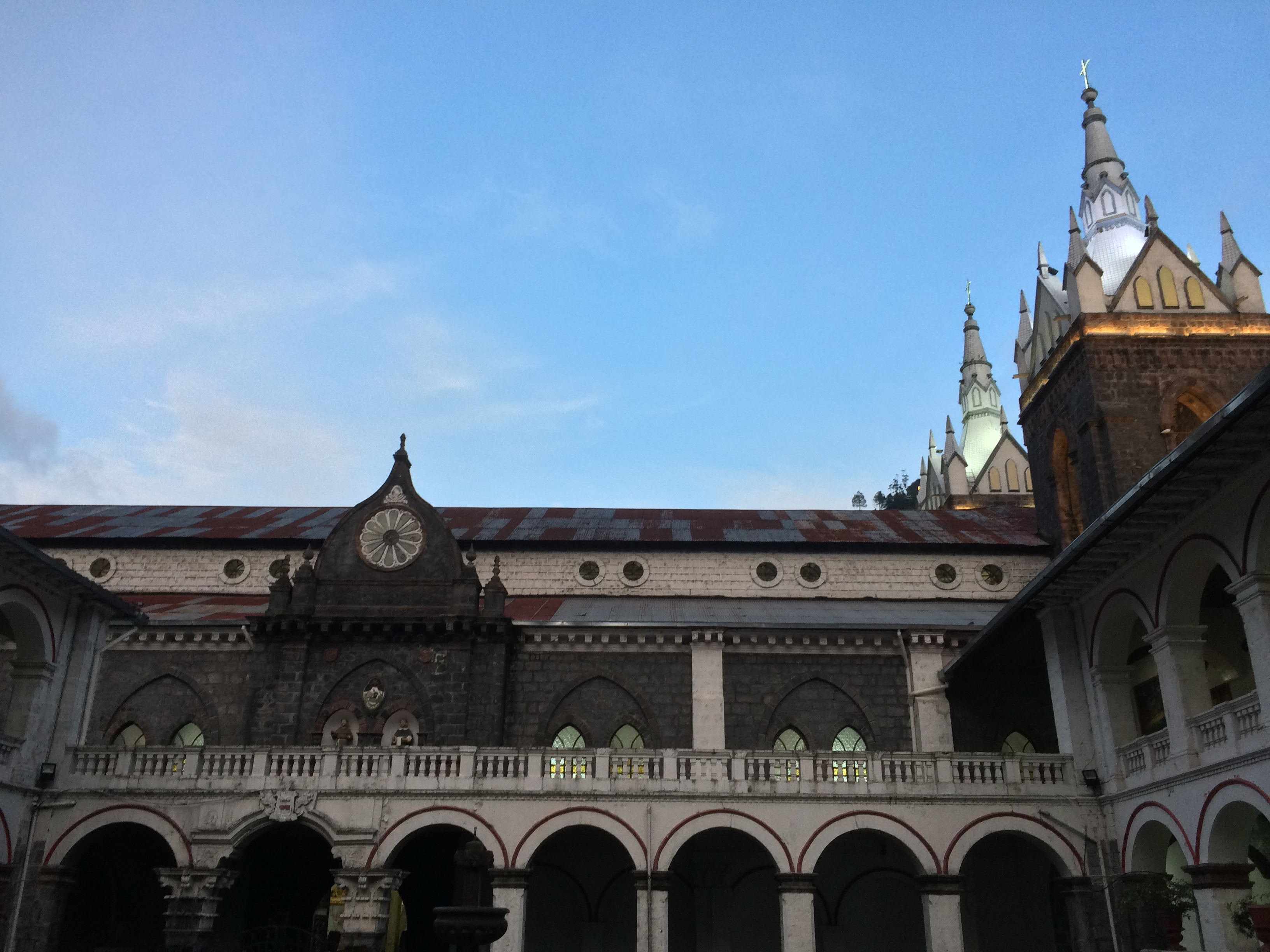
Vista lateral de la Basílica, desde el patio del Santuario.
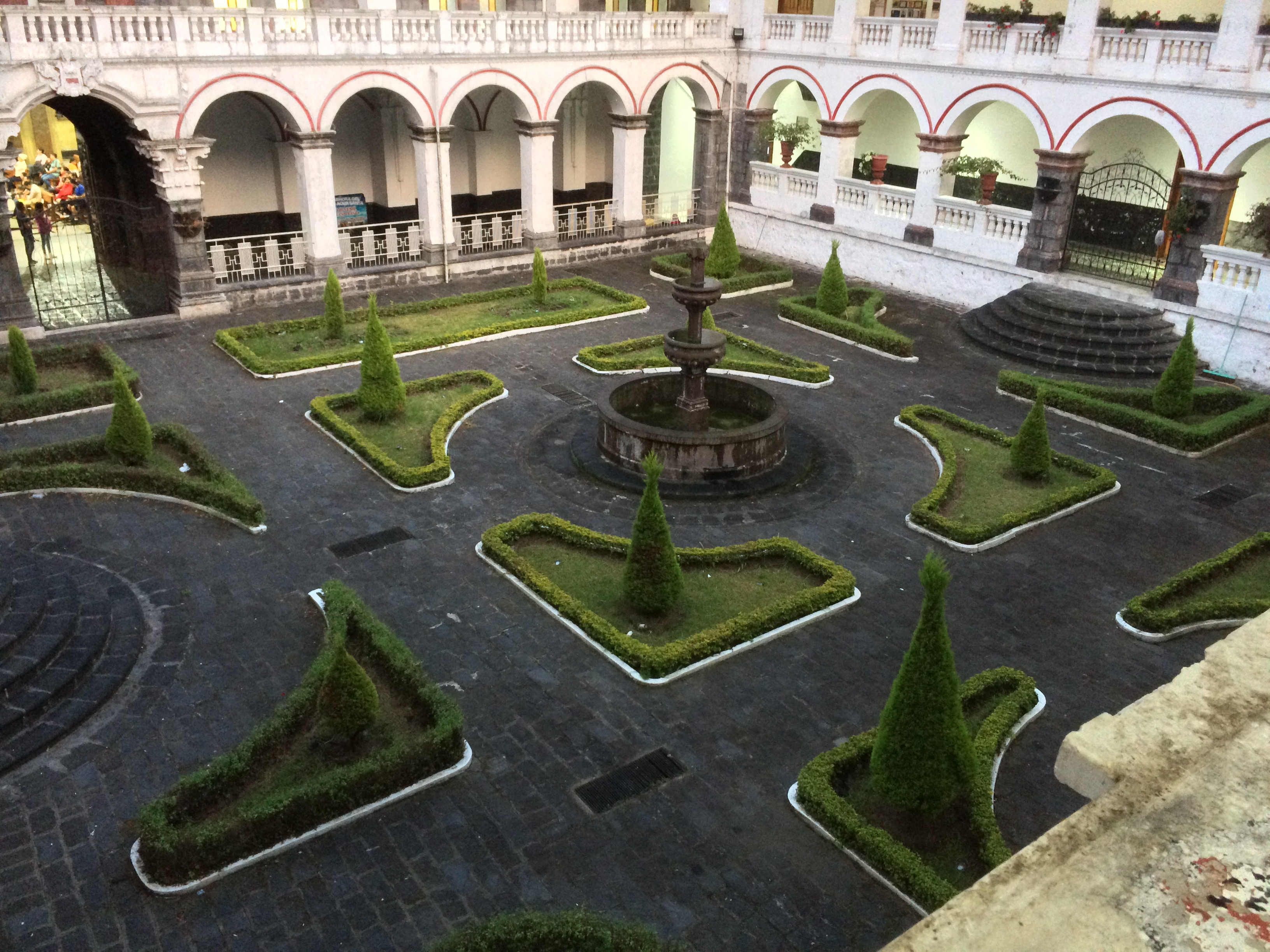
Patio del Santuario.
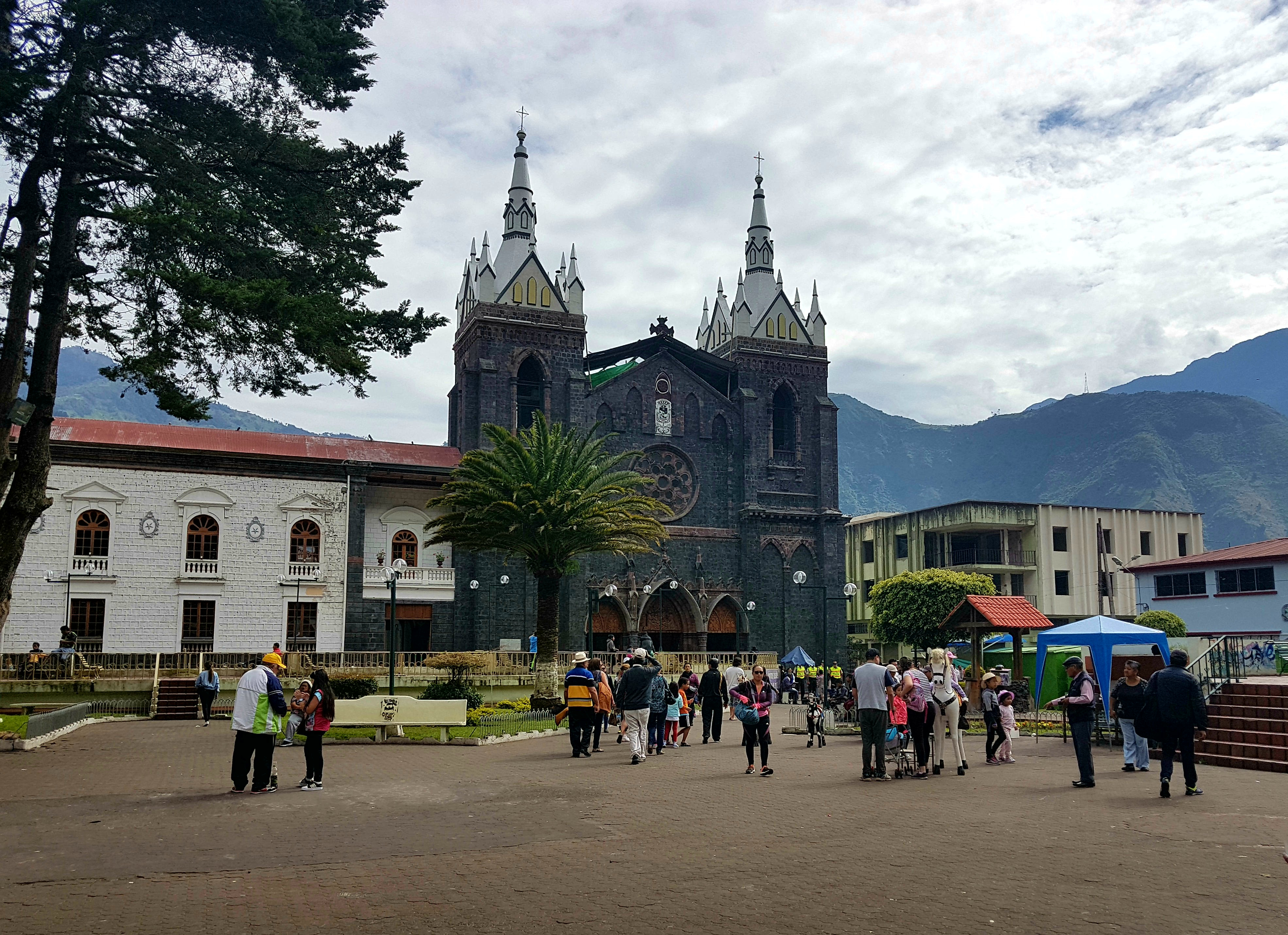
Vista de la fachada.